# Publius Sulpicius Saverrio (Konsul 279 v. Chr.)
Publius Sulpicius Saverrio war ein römischer Staatsmann zur Zeit der Pyrrhoskriege.
Sein Vater war der gleichnamige Konsul des Jahres 304 v. Chr. Er wurde 279 zusammen mit Publius Decius Mus zum Konsul gewählt, mit dem er in der verlorenen Schlacht bei Asculum gegen Pyrrhos kämpfte, bei der Decius fiel.
Über das weitere Leben Saverrios ist nichts bekannt; zu den späteren Sulpicii in der Zeit des Ersten Punischen Kriegs besteht wegen deren anderslautender Abstammung keine direkte Verbindung.